# بيل لانكستر
بيل لانكستر (بالإنجليزية: Bill Lancaster)‏ (و. 1947 – 1997 م) هو ممثل، وكاتب سيناريو، من الولايات المتحدة الأمريكية، ولد في لوس أنجلوس، توفي في لوس أنجلوس، عن عمر يناهز 50 عاماً.

## وصلات خارجية
- بيل لانكستر على موقع IMDb (الإنجليزية)
- بيل لانكستر على موقع ألو سيني (الفرنسية)
- بيل لانكستر على موقع أول موفي (الإنجليزية)
- بيل لانكستر على موقع أول موفي (الإنجليزية)
- بيل لانكستر على موقع قاعدة بيانات الأفلام السويدية (السويدية)
- بيل لانكستر على موقع قاعدة بيانات الفيلم (الإنجليزية)
- بيل لانكستر على موقع كينوبويسك (الروسية)